# Fontarrón
Fontarrón és un barri del districte de Moratalaz, a Madrid. Limita al nord amb els barris de Media Legua i Vinateros, al sud amb Numancia i Portazgo (Puente de Vallecas), a l'oest amb Estrella (Retiro) i a l'est amb Pavones. Està delimitat al sud per l'Avinguda del Mediterráneo, a l'est per Fuente Carrantona, a l'oest per l'Avinguda de la Paz i al nord per Hacienda de Pavones i l'Avinguda de Moratalaz.